# 水の体験学習館

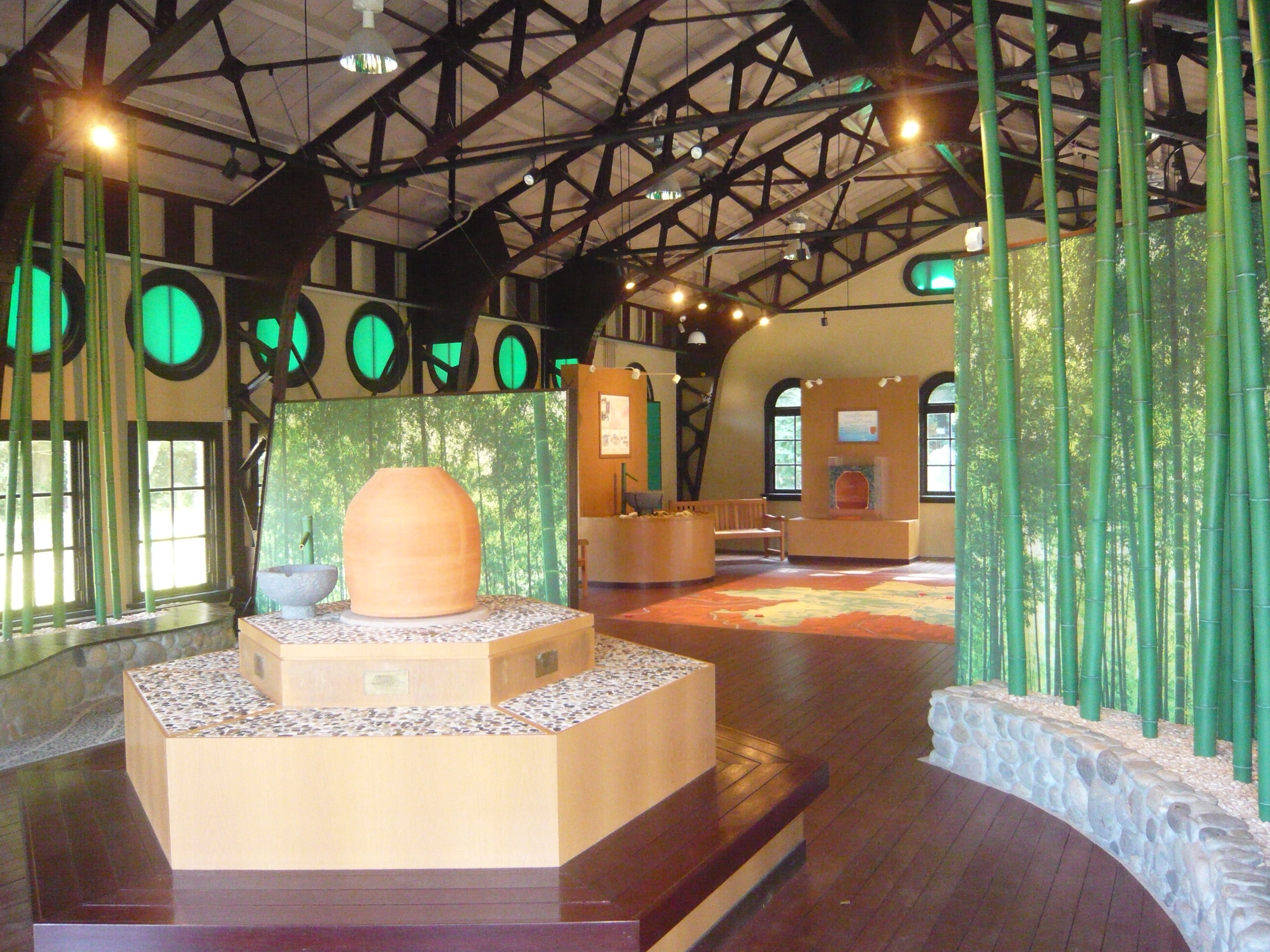
館内

水の体験学習館（みずのたいけんがくしゅうかん）は、岐阜県岐阜市が管理運営する長良川と水との関係を五感通して体験学習出来る体験学習館である。水に性質や大切さを理解し深めてもらうことを目的に2005年（平成17年）4月27日に開館した。
岐阜市が上水道の給水を開始した1930年（昭和5年）に鏡岩水源地内に建てられ、1970年前後（昭和40年代）まで実際の給水用のポンプ室として使用されていた。建物の壁は長良川の石を積み上げて築かれている。隣接する水の資料館（旧エンジン室）と共に2001年（平成13年）9月に国の登録有形文化財に登録された。

## 施設
- 長良川の歴史を映像で紹介
- 3種類の音色が聞き比べられる水琴窟

## 概要
- 開館時間：9:30〜16:00
- 休館日：毎週月曜日、年末年始（12月29日〜1月3日）。但し、月曜日が祝日の場合はその翌日（年末年始は除く）。
- 入場料：無料

## アクセス
- 岐阜バス 「長良橋」下車。東へ徒歩約500m。